# Пестов, Фома Данилович
Фома Данилович Пестов (1895—1970) — советский военачальник, полковник.

## Биография
Родился 16 октября 1895 года в деревне Иносветы сейчас Арбажского района Кировской области.
В РККА с 1918 года, участник Гражданской войны в России. С 1918 по 1928 год служил в 82-м стрелковом полку командиром взвода, помощником командира 9-й роты, командиром роты и командиром 1-го батальона. Все свои награды получил на службе в этом полку. С 1923 по 1928 год находился в долгосрочном отпуске. С 1928 по 1939 год проходил службу в должностях помощника начальника штаба отдельного стрелкового батальона и командира учебного батальона.
Участник Великой Отечественной войны с 1941 года, которую окончил в звании полковника. До 1943 года служил в 1069-м стрелковом полку 311-й стрелковой дивизии Ленинградского фронта.
Был членом КПСС с 1939 года.
Жил в городе Киров. Умер в 1970 году.

## Награды
- три ордена Красного Знамени (07.08.1919, 29.01.1920?, 31.12.1921)[3];
- орден Красной Звезды (30.01.1942)[6];
- медаль «За оборону Ленинграда»